# Autmont d'Aubrac
Autmont d'Aubrac (en francès Aumont-Aubrac) és un municipi francès situat al departament del Losera i a la regió d'Occitània.